# Romain Feillu
Romain Feillu (født 16. april 1984) er en fransk tidligere professionel cykelrytter.
Romain Feillu blev i 2002 nr. 2 i Chrono des Herbiers i juniorklassen. I 2006 blev han nr. 5 i Prix de Lillers og han vandt sammenlagt i Tour de la Somme. Ved VM  i Salzburg i 2005 vandt han en sølvmedalje i landevejsløbet for U23 efter tyske Gerald Ciolek. Fra sæsonen 2007 kører han for det franske hold  Agritubel. På 1. etape af Tour de France 2007 blev han nr. 5. På 3. etape af Tour de France 2008 blev han nummer tre og kunne iklæde sig den gule førertrøje og hvide ungdomstrøje. Feillu har udviklet sig som en ret god sprinter, idet han har leveret overraskende gode resultater i spurterne i Tour De France 2011.  Hans bror, Brice Feillu kører for det luxemborgske cykelhold Leopard-Trek